# Чемпіонат України з футболу 2017—2018: друга ліга
Друга ліга України з футболу 2017–2018 — 26-й сезон другої ліги, який проходить з 14 липня 2017 по 9 червня 2018 року. 
17 вересня 2017 року було встановлено рекорд відвідуваності за усю історію другої ліги — матч «Металіст 1925» — «Дніпро-1» (1:1) відвідав 14521 глядач.

## Регламент змагань
Команди розподілено на дві групи (А і Б) за територіальним принципом. Чемпіонат проводиться в три кола. Перші два кола проводяться за круговою системою, а в третьому колі розподіл матчів на своєму полі та на полі суперника відбувається в залежності від місця, зайнятого за підсумками перших двох кіл.
Команди, які посіли 1-ше та 2-ге місця в турнірних таблицях груп А і Б, переходять до першої ліги за умови наявності атестата, який надає право участі у змаганнях серед команд клубів першої ліги. Якщо клуб другої ліги відмовляється від переходу або він не отримав відповідний атестат, право на перехід до першої ліги отримує команда, що посіла у підсумковій таблиці наступне місце.
Команди, які посіли останнє місце в турнірних таблицях груп А і Б, вибувають зі змагань ПФЛ.
Чемпіон та срібний призер другої ліги визначається у матчі на нейтральному полі між командами, які посіли 1-ші місця в турнірних таблицях груп А і Б. Бронзовими призерами стануть обидві команди, які посіли 2-гі місця у своїх групах.
У складі команди на полі під час матчу другої ліги може перебувати одночасно не більше одного легіонера.
| Визначення місць команд у турнірній таблиці |
| --- |
| 1. При рівній кількості очок місця команд у чемпіонаті визначаються за такими показниками, отриманими в усіх матчах: 1. краща різниця забитих і пропущених м'ячів; 2. більша кількість забитих м'ячів. 2. У випадку рівності показників, вказаних в п. 1, у двох і більше команд, перевагу отримують команди, які у матчах з усіма конкурентами мають кращі показники: 1. більша кількість набраних очок; 2. краща різниця забитих і пропущених м'ячів; 3. більша кількість забитих м'ячів. 3. За рівності показників, вказаних в п. 2, у команд, які за підсумками чемпіонату зайняли місця нижче третього, їх місця визначаються жеребкуванням. |

## Учасники
За підсумками попереднього чемпіонату ФК «Дніпро» вибув з Прем'єр-ліги до першої ліги, але за рішенням ФІФА відправлений до другої ліги. Перед початком сезону команда «Тепловик-Прикарпаття» змінила назву на «Прикарпаття».
Уперше з сезону 2012—2013 учасники другої ліги розбиті на групи за регіонами.
Спочатку команда «Черкаський Дніпро-2-Академія» повинна була брати участь у змаганнях у групі А, але до старту чемпіонату знялася із змагань.
Склад учасників:
| Команда              | Населений пункт                         | Стадіон | Місткість стадіону    | Місце в попер. ч-ті |
| Група А              | Група А                                 | Група А | Група А               | Група А             |
| -------------------- | --------------------------------------- | --- | --------------------- | ------------------- |
| «Агробізнес»         | Волочиськ                               | «Юність» «Поділля» (м. Хмельницький)                                                                                    | 2700 6800             | —                   |
| «Арсенал-Київщина»   | Біла Церква                             | «Трудові резерви» ім. Володимира Мельника (м. Обухів) СТБ «Арсенал» (с. Щасливе)                                        | 13 500 2064 500       | 15                  |
| «Буковина»           | Чернівці                                | «Буковина» | 12 000                | 16 (перша ліга)     |
| ФК «Львів»           | Львів                                   | «Скіф» «Сокіл» | 3742 1000             | —                   |
| «Нива»               | Тернопіль                               | «Вишнівець» (смт Вишнівець)                                                                                             | 1500                  | —                   |
| «Нива-В»             | Вінниця                                 | «Нива» Центральний міський                                                                                              | 3282 24 000           | 7                   |
| «Поділля»            | Хмельницький                            | «Поділля» | 6800                  | 14                  |
| «Полісся»            | Житомир                                 | «Спартак» (м. Коростень) ім. Володимира Мельника (м. Обухів) «Авангард» (м. Новоград-Волинський)                        | 3000 2064 3000        | —                   |
| «Прикарпаття»        | Івано-Франківськ                        | «Рух» «Хет-трик Арена»                                                                                                  | 15 000 400            | 10                  |
| «Скала»              | Стрий                                   | «Медик» (м. Моршин) «Довге-Арена» (с. Довге)                                                                            | 1000 300              | 17 (перша ліга)     |
| ФК «Тернопіль»       | Тернопіль                               | Міський «Поділля» (м. Хмельницький)                                                                                     | 15 150 6800           | 18 (перша ліга)     |
| Група Б              |                                         | |                       |                     |
| ФК «Дніпро»          | Дніпро                                  | «Дніпро-Арена» НТБ ФК «Дніпро» «Металург» (м. Новомосковськ)                                                            | 31 003 506 6000       | 11 (Прем'єр-ліга)   |
| «Дніпро-1»           | Дніпро                                  | «Дніпро-Арена» НТБ ФК «Дніпро»                                                                                          | 31 003 506            | —                   |
| «Енергія»            | Нова Каховка                            | «Енергія» | 4000                  | 8                   |
| «Інгулець-2»         | смт Петрове                             | ім. Олександра Поворознюка (с. Володимирівка)                                                                           | 500                   | 6                   |
| «Металіст 1925»      | Харків                                  | ОСК «Металіст» «Сонячний»                                                                                               | 40 003 4924           | —                   |
| «Металург»           | Запоріжжя                               | НТБ «Металург» | 200                   | 16                  |
| МФК «Миколаїв-2»     | Миколаїв                                | Центральний міський «Парк Перемоги»                                                                                     | 15 600 5000           | —                   |
| «Мир»                | село Горностаївка Новотроїцького району | «Затис» «Старт» (смт Новотроїцьке)                                                                                      | 1250 5000             | 9                   |
| ФК «Нікополь»        | Нікополь                                | «Електрометалург» «Колос» (с. Чкалове)                                                                                  | 7200 1500             | 11                  |
| «Реал Фарма»         | Одеса                                   | «Іван» | 1200                  | 5                   |
| «Суднобудівник»      | Миколаїв                                | Центральний міський Центральний ім. Леоніда Кривицького (м. Первомайськ) «Парк Перемоги» «Машинобудівник» (м. Берислав) | 15 600 4000 5000 4000 | 17                  |
| «Таврія-Сімферополь» | Сімферополь                             | «Енергія» (м. Нова Каховка) «Машинобудівник» (м. Берислав)                                                              | 4000                  | —                   |

## Група А

### Турнірна таблиця
| М  | Команда            | І  | В  | Н | П  | РМ    | О  |
| -- | ------------------ | -- | -- | - | -- | ----- | -- |
| 1  | «Агробізнес»       | 27 | 23 | 1 | 3  | 70−19 | 70 |
| 2  | «Прикарпаття»      | 27 | 20 | 2 | 5  | 58−28 | 62 |
| 3  | «Нива-В»           | 27 | 13 | 6 | 8  | 34−21 | 45 |
| 4  | «Скала»            | 27 | 12 | 4 | 11 | 29−29 | 40 |
| 5  | ФК «Львів»         | 27 | 10 | 6 | 11 | 28−29 | 36 |
| 6  | «Буковина»         | 27 | 9  | 7 | 11 | 32−40 | 34 |
| 7  | «Нива»             | 27 | 9  | 6 | 12 | 25−32 | 33 |
| 8  | «Полісся»          | 27 | 9  | 3 | 15 | 31−44 | 30 |
| 9  | «Поділля»          | 27 | 6  | 4 | 17 | 23−44 | 22 |
| 10 | «Арсенал-Київщина» | 27 | 4  | 1 | 22 | 18−62 | 13 |
| —  | ФК «Тернопіль»     | —  | —  | — | —  | —     | —  |

ФК «Тернопіль» виключений зі змагань згідно з рішенням КДК ФФУ від 7 вересня 2017 року, результати матчів за участю команди анульовані.
Позначення:

### Результати матчів
| Команда            | АГР | АРС    | БУК | ЛЬВ | НИВ | Н-В | ПОД | ПОЛ | ПРИ | СКА |     | АГР | АРС | БУК | ЛЬВ    | НИВ | Н-В | ПОД    | ПОЛ | ПРИ | СКА |
| ------------------ | --- | ------ | --- | --- | --- | --- | --- | --- | --- | --- | --- | --- | --- | --- | ------ | --- | --- | ------ | --- | --- | --- |
| «Агробізнес»       |     |        | 3:1 | 1:0 | 0:1 | 1:0 | 2:1 |     |     |     |     | 4:0 | 5:0 | 2:0 | 5:1    | 2:1 | 2:1 | 3:2    | 3:0 | 1:2 |     |
| «Арсенал-Київщина» | 0:3 |        |     | 0:1 |     | 0:1 |     | 2:3 |     |     | 0:5 |     | 2:2 | 3:0 | 0:2    | 2:3 | 2:1 | 0:4    | 1:4 | 0:1 |     |
| «Буковина»         |     | 4:0    |     |     |     |     |     | 2:1 | 1:2 | 1:3 | 1:2 | 3:1 |     | 0:0 | 1:0    | 3:0 | 1:0 | 2:0    | 1:0 | 0:3 |     |
| ФК «Львів»         |     |        | 4:3 |     | 0:0 | 1:1 | 4:0 |     |     | 1:0 | 0:2 | 3:0 | 0:0 |     | 2:0    | 0:3 | 0:0 | 3:0[б] | 1:3 | 1:1 |     |
| «Нива»             |     | 2:0    | 0:0 |     |     |     | 3:2 |     | 0:1 | 2:0 | 1:2 | 1:2 | 0:0 | 1:2 |        | 1:0 | 2:0 | 2:1    | 3:3 | 0:1 |     |
| «Нива-В»           |     |        | 1:1 |     | 1:1 |     | 0:0 |     | 0:0 | 1:1 | 2:0 | 1:0 | 0:1 | 1:2 | 1:0    |     | 1:0 | 2:1    | 0:1 | 3:1 |     |
| «Поділля»          |     | 1:0    | 0:0 |     |     |     |     | 0:2 | 1:3 | 0:2 | 0:4 | 2:0 | 3:0 | 2:0 | 3:0[в] | 1:4 |     | 2:3    | 0:3 | 1:0 |     |
| «Полісся»          | 0:5 |        |     | 0:3 | 3:0 | 0:4 |     |     |     |     | 0:0 | 2:0 | 2:1 | 2:0 | 0:2    | 0:2 | 0:0 |        | 2:0 | 0:1 |     |
| «Прикарпаття»      | 2:5 | 4:0    |     | 1:0 |     |     |     | 2:0 |     |     | 2:4 | 2:0 | 5:2 | 1:0 | 2:0    | 1:0 | 5:2 | 3:2    |     | 2:0 |     |
| «Скала»            | 0:1 | 3:0[а] |     |     |     |     |     | 2:0 | 0:4 |     | 1:3 | 0:3 | 3:1 | 2:0 | 0:0    | 0:1 | 1:0 | 1:1    | 0:2 |     |     |

а Згідно з рішенням КДК ФФУ від 14 вересня 2017 року за неявку на гру команді «Арсенал-Київщина» зараховано технічну поразку 0:3, а «Скалі» — перемогу 3:0.
б Згідно з рішенням КДК ФФУ від 13 жовтня 2017 року за участь відстороненого футболіста команді «Полісся» зараховано технічну поразку 0:3, а ФК «Львів» — перемогу 3:0.. Початковий результат матчу — 3:3.
в Згідно з рішенням КДК ФФУ від 18 травня 2018 року за неявку на гру команді «Нива» зараховано технічну поразку 0:3, а «Поділлю» — перемогу 3:0.
Анульовані результати матчів: «Скала» — ФК «Тернопіль» 3:0, ФК «Тернопіль» — «Буковина» 1:2, «Агробізнес» — ФК «Тернопіль» 2:1, ФК «Тернопіль» — «Поділля» 0:2.
По закінченню першого кола (після 11-го туру) у зв'язку з тим, що одразу дві команди («Черкаський Дніпро-2-Академія», який був включений до календаря до початку змагань, та ФК «Тернопіль») не зуміли продовжити змагання, було проведено пережеребкування календаря змагань з метою його оптимізації. Відтак, в другому та третьому колі буде зіграно 18 турів замість запланованих 22-х, а загальна кількість турів скорочено з 33-ох до 29-ти.

### Найкращі бомбардири
| № | Футболіст       | Команда       | Голи (пен.) |
| - | --------------- | ------------- | ----------- |
| 1 | Ігор Худоб'як   | «Прикарпаття» | 19          |
| 2 | Богдан Семенець | «Агробізнес»  | 19 (2)      |
| 3 | Віталій Груша   | «Агробізнес»  | 16 (3)      |
| 4 | Сергій Кисленко | ФК «Львів»    | 9           |
| 4 | Андрій Скакун   | «Агробізнес»  | 9           |
| 6 | Микола Темнюк   | «Агробізнес»  | 8           |
| 7 | Вадим Шаврін    | «Полісся»     | 8 (2)       |

Примітка: враховано голи в матчах, результати яких анульовані.

## Група Б

### Турнірна таблиця
| М  | Команда              | І  | В  | Н  | П  | РМ     | О     |
| -- | -------------------- | -- | -- | -- | -- | ------ | ----- |
| 1  | «Дніпро-1»           | 33 | 26 | 3  | 4  | 87−15  | 81    |
| 2  | «Металіст 1925»      | 33 | 21 | 4  | 8  | 77−27  | 67    |
| 3  | «Енергія»            | 33 | 19 | 4  | 10 | 67−32  | 61    |
| 4  | «Таврія-Сімферополь» | 33 | 18 | 7  | 8  | 59−33  | 61    |
| 5  | «Мир»                | 33 | 14 | 11 | 8  | 47−30  | 53    |
| 6  | «Реал Фарма»         | 33 | 15 | 7  | 11 | 54−40  | 52    |
| 7  | ФК «Нікополь»        | 33 | 11 | 12 | 10 | 36−34  | 45    |
| 8  | ФК «Дніпро»          | 33 | 16 | 7  | 10 | 57−34  | 37[а] |
| 9  | МФК «Миколаїв-2»     | 33 | 10 | 7  | 16 | 41−58  | 37    |
| 10 | «Інгулець-2»         | 33 | 4  | 7  | 22 | 29−70  | 19    |
| 11 | «Суднобудівник»      | 33 | 5  | 4  | 24 | 33−95  | 19    |
| 12 | «Металург»           | 33 | 2  | 1  | 30 | 14−133 | 7     |

а ФК «Дніпро» позбавлено 18 очок згідно з рішеннями ДК ФІФА від 16 і 29 серпня та 14 вересня 2017 року.
Позначення:

### Результати матчів
| Команда              | ФКД | Д-1 | ЕНЕ  | ІНГ | МЛС | МЛГ | МИК | МИР | НІК | РЕА | СУД | ТАВ |     | ФКД | Д-1 | ЕНЕ | ІНГ | МЛС | МЛГ | МИК | МИР | НІК | РЕА | СУД | ТАВ |
| -------------------- | --- | --- | ---- | --- | --- | --- | --- | --- | --- | --- | --- | --- | --- | --- | --- | --- | --- | --- | --- | --- | --- | --- | --- | --- | --- |
| ФК «Дніпро»          |     | 2:0 | 2:2  | 2:0 | 2:3 | 5:0 | 1:0 | 1:1 | 2:0 | 3:1 | 5:0 | 1:0 |     | 1:2 | 0:1 |     |     | 2:1 |     |     | 1:1 |     | 2:0 | 1:2 |     |
| «Дніпро-1»           | 0:0 |     | 2:0  | 3:0 | 1:0 | 3:0 | 3:0 | 0:1 | 2:1 | 4:1 | 3:0 | 4:0 |     |     | 1:0 |     | 1:0 | 3:0 |     |     | 1:0 |     | 8:0 | 4:2 |     |
| «Енергія»            | 1:2 | 0:1 |      | 2:0 | 1:2 | 2:0 | 3:2 | 2:3 | 2:0 | 2:0 | 1:0 | 2:2 |     |     |     | 2:1 | 1:0 | 7:0 | 0:1 | 2:0 |     | 1:1 |     |     |     |
| «Інгулець-2»         | 3:3 | 0:5 | 1:3  |     | 0:0 | 6:1 | 0:0 | 1:0 | 1:1 | 1:1 | 0:0 | 0:2 | 1:3 | 0:6 |     |     |     |     | 0:1 | 1:1 |     | 0:1 |     |     |     |
| «Металіст 1925»      | 1:0 | 1:1 | 4:1  | 2:1 |     | 4:0 | 0:1 | 0:0 | 4:0 | 5:0 | 5:1 | 3:2 | 3:0 |     |     | 4:0 |     | 3:0 | 4:0 | 1:4 |     | 1:1 |     |     |     |
| «Металург»           | 0:5 | 0:8 | 0:11 | 2:1 | 0:5 |     | 2:3 | 2:0 | 0:4 | 0:2 | 0:5 | 0:1 |     |     |     | 2:4 |     |     | 0:8 |     | 0:4 | 0:4 | 1:2 |     |     |
| МФК «Миколаїв-2»     | 2:4 | 0:3 | 1:4  | 1:0 | 2:6 | 3:0 |     | 0:0 | 0:0 | 0:3 | 4:1 | 1:2 | 1:2 | 0:5 |     |     |     |     |     | 0:0 |     | 1:1 | 3:1 |     |     |
| «Мир»                | 0:0 | 1:4 | 1:1  | 4:0 | 2:1 | 3:0 | 1:0 |     | 3:0 | 2:4 | 1:2 | 0:0 | 3:1 | 1:1 |     |     |     | 3:1 |     |     | 0:0 |     | 5:0 | 0:1 |     |
| ФК «Нікополь»        | 0:0 | 2:0 | 1:0  | 2:0 | 0:4 | 1:0 | 3:0 | 0:0 |     | 0:0 | 2:2 | 1:1 |     |     | 1:2 | 2:1 | 1:0 |     | 2:2 |     |     |     |     | 0:0 |     |
| «Реал Фарма»         | 2:1 | 0:3 | 0:1  | 5:0 | 1:2 | 1:1 | 2:0 | 0:2 | 1:0 |     | 4:0 | 0:0 | 1:0 | 1:0 |     |     |     |     |     | 3:4 | 2:0 |     | 4:1 |     |     |
| «Суднобудівник»      | 0:2 | 0:3 | 1:5  | 4:2 | 0:1 | 3:1 | 2:2 | 0:1 | 0:2 | 1:6 |     | 0:0 |     |     | 1:3 | 1:2 | 1:5 |     |     |     | 2:4 |     |     | 0:4 |     |
| «Таврія-Сімферополь» | 2:1 | 1:2 | 0:2  | 3:2 | 0:3 | 8:0 | 1:2 | 1:0 | 1:1 | 3:1 | 4:2 |     |     |     | 1:0 | 1:0 | 2:0 | 9:0 | 2:0 |     |     | 1:0 |     |     |     |

### Найкращі бомбардири
| № | Футболіст        | Команда              | Голи (пен.) |
| - | ---------------- | -------------------- | ----------- |
| 1 | Сергій Давидов   | «Металіст 1925»      | 23 (1)      |
| 2 | Вадим Воронченко | «Таврія-Сімферополь» | 18 (1)      |
| 3 | Ігор Когут       | «Дніпро-1»           | 15          |
| 4 | Роман Бочак      | «Енергія»            | 14          |
| 4 | Дмитро Шастал    | «Енергія»            | 14          |
| 6 | Артем Довбик     | ФК «Дніпро»          | 12 (1)      |

## Матч за перше місце в другій лізі
Відповідно до регламенту змагань для визначення чемпіона України серед команд клубів другої ліги проводиться матч між командами, що за підсумками чемпіонату посіли перші місця у групах А і Б.
| 9 червня 2018 20:00 |

| «Дніпро-1» | 0:1      | «Агробізнес» |
| ---------- | -------- | ------------ |
|            | Протокол | Семенець 35' |

| НСК «Олімпійський», Київ Глядачів: 5000 Арбітр: Дмитро Кривушкін (Харків) |

| «Дніпро-1»:       |    |                         |       |
|                   |    |                         |       |
| ВР                | 33 | Валерій Юрчук           |       |
| ЗХ                | 10 | Юрій Бровченко          |       |
| ЗХ                | 71 | Максим Лопирьонок       | 90+5' |
| ЗХ                | 15 | Сергій Логінов          |       |
| ЗХ                | 8  | Володимир Польовий      |       |
| ПЗ                | 4  | Сергій Кравченко        | 89'   |
| ПЗ                | 18 | Олександр Сніжко        | 16'   |
| ПЗ                | 25 | Ігор Когут              | 78'   |
| ПЗ                | 24 | Редван Мемешев          | 75'   |
| НП                | 87 | Олег Кожушко            | 69'   |
| НП                | 89 | Владислав Супряга       |       |
| Заміни:           |    |                         |       |
| ВР                | 16 | Ігор Варцаба            |       |
| ЗХ                | 3  | Олександр Сафронов      |       |
| ПЗ                | 11 | Ярослав Гоменко         |       |
| ПЗ                | 22 | Артур Карноза           | 78'   |
| ПЗ                | 19 | Ярослав Поплавка        | 75'   |
| ПЗ                | 99 | Олександр Беляєв        |       |
| НП                | 7  | Владислав Войцеховський | 69'   |
| Тренер:           |    |                         |       |
| Дмитро Михайленко |    |                         |       |

| «Агробізнес»: |    |                        |     |
|               |    |                        |     |
| ВР            | 23 | Костянтин Одольський   |     |
| ЗХ            | 9  | Роман Гагун            |     |
| ЗХ            | 6  | Владислав Полторацький | 69' |
| ЗХ            | 17 | Ігор Курило            |     |
| ЗХ            | 15 | Арсен Слотюк           |     |
| ПЗ            | 8  | Андрій Кухарук         |     |
| ПЗ            | 14 | Артур Думанюк          |     |
| ПЗ            | 11 | Тарас Пліс             | 79' |
| ПЗ            | 25 | Віталій Груша          | 56' |
| ПЗ            | 2  | Андрій Скакун          | 75' |
| НП            | 16 | Богдан Семенець        |     |
| Заміни:       |    |                        |     |
| ВР            | 12 | Сергій Чернобай        |     |
| ЗХ            | 3  | Андрій Дубчак          |     |
| ПЗ            | 10 | Дмитро Юхимович        | 69' |
| ПЗ            | 18 | Іван Когут             |     |
| ПЗ            | 19 | Микола Когут           | 79' |
| НП            | 20 | Микола Темнюк          | 56' |
| НП            | 24 | Сергій Шевчук          | 75' |
| Тренер:       |    |                        |     |
| Андрій Донець |    |                        |     |

| Чемпіон другої ліги України з футболу 2017/18 |
| --------------------------------------------- |
| «Агробізнес» Вперше                           |